# Kamionka (powiat gostyniński)
Kamionka – wieś w Polsce położona w województwie mazowieckim, w powiecie gostynińskim, w gminie Pacyna.
Według danych urzędu gminy Pacyna na 13 lipca 2009 wieś zamieszkiwało 182 mieszkańców.
W latach 1975–1998 miejscowość należała administracyjnie do województwa płockiego.
Swoje gospodarstwo rolne prowadzi tutaj od roku 1984 Waldemar Pawlak, były premier (1992, 1993–1995), kandydat na prezydenta RP w wyborach 1995 i 2010.